# Drapetomania

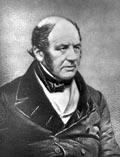
Samuel Cartwright

La drapetomania era un presunto disturbo mentale descritto dal medico statunitense Samuel Cartwright nel 1851, caratterizzato dal desiderio di fuggire coltivato dagli schiavi afro-americani. Al giorno d'oggi la drapetomania è considerata un esempio di pseudoscienza e fa parte dell'edificio del razzismo scientifico.

## Etimologia
Il termine deriva dai sostantivi greci "δραπέτης" (drapetes = fuggitivo, disertore) e "μανία" (mania = mania, pazzia)
(Samuel Cartwright)

## Descrizione
Nell'articolo Relazione sulle malattie e le peculiarità fisiche della razza negra contenuto nel numero di maggio del New Orleans Medical and Surgical Journal Cartwright afferma che la Bibbia prevede che uno schiavo sia sottomesso al suo padrone, e che perciò egli non dovrebbe avere il desiderio di fuggire.
(S. L. Chorover. From Genesis to Genocide (Cambridge, Mass: MIT Press 1974) p. 150)
Cartwright affermava che la malattia era una conseguenza dell'errore compiuto dai padroni che si mostravano «[...] troppo familiari [con gli schiavi], trattandoli da eguali».

## Prevenzione e rimedi
Oltre all'identificazione del disturbo, Cartwright ne prescrisse il rimedio: «Con una consulenza medica appropriata, applicata  rigorosamente, questa fastidiosa abitudine di fuggire che hanno molti negri può essere quasi del tutto rimossa».
Nel caso in cui lo schiavo si fosse dimostrato «Arrabbiato e insoddisfatto senza alcun motivo [...]» ― sintomo rivelatore di una fuga imminente ― Cartwright prescriveva: «Una violenta dose di frustate» quale «misura preventiva».
Come rimedio alla "malattia", i medici prescrivevano a volte la rimozione dei due alluci, in modo da rendere impossibile la corsa

## Critiche dei contemporanei
Mentre l'articolo di Cartwright fu molto stampato nel Sud, negli Stati del Nord fu spesso oggetto di derisione. Nel 1855, sul Buffalo Medical Journal, apparve un articolo con analisi satirica della presunta malattia. Frederick Law Olmsted, nel libro A Journey in the Seaboard Slave States, osserva che la servitù debitoria era nota per le sue fughe, e ipotizzò sarcasticamente che il presunto disturbo fosse in realtà di origine europea (quindi sviluppatosi tra i bianchi) e che solo in seguito fosse stato introdotto in Africa dai negrieri.